# Marija Dolina

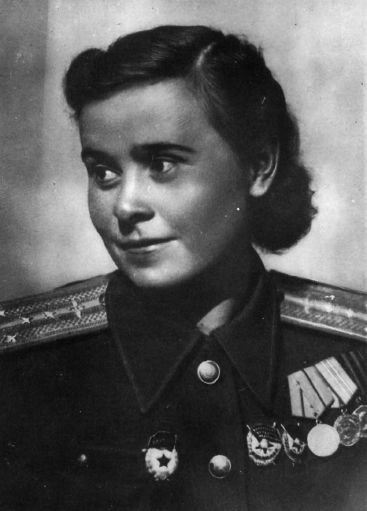
Marija Dolina (1947)

Marija Iwaniwna Dolina (ukrainisch Марія Іванівна Доліна, * 18. Dezember 1922 in Scharowka, heutige Oblast Omsk; † 3. März 2010 in Kiew) war eine sowjetische Pilotin.

## Biografie
Sie wurde in einer ukrainischen Einwandererfamilie geboren. 1934 kehrten sie zurück und ließen sich in Mychajliwka nieder. Dolina brach die 8. Schulklasse ab um in einer Fabrik zu arbeiten, da ihr Vater durch eine Behinderung nicht mehr arbeiten konnte. Sie besuchte später eine Segelflugschule in Mychajliwka und trat der OSSOAWIACHIM bei. Danach war sie in einem Flugverein in Melitopol tätig. Anschließend arbeitete sie beim Flugverein in Dnipropetrowsk als Pilotenlehrerin und legte gleichzeitig als externe Schülerin die Prüfungen für den gesamten Gymnasialkurs ab. Von 1939 bis 1940 besuchte sie die Flugschule in Cherson. Sie wurde Leutnant in der Reserve und war an der kommerziellen Luftfahrt beteiligt. Im Flugverein in Nikopol bildete sie 44 Kadetten aus.
Zu Beginn des Deutsch-Sowjetischen Krieges war sie Teil des 296. Jagdfliegerregiments. Ihr erster Militärflug war als Pilotin einer Polikarpow Po-2, mit der sie wichtige Personen zwischen vorgelagerten Basen und Befehlsposten transportierte. Später wurde sie von der Südfront abberufen und in das Frauenbomberregiment, eines der drei Frauenfliegerregimenter, die von Marina Raskowa auf persönlichen Befehl von Josef Stalin ausgebildet wurden, aufgenommen. Unter Raskowas Leitung lernte sie an der Militärflugschule in Engels die Suchoi Su-2 zu fliegen, die später durch die Petljakow Pe-2 ersetzt wurde. Ihr erster Flug damit war im Januar 1943 in der Nähe von Stalingrad. Vor ihrem ersten Kampfeinsatz trat Dolina zusammen mit mehreren anderen Soldatinnen in die Reihen der Kommunistischen Partei der Ukraine ein. Das 587. Sturzkampfbomberregiment, in dem Dolina flog, machte sich auf den Weg von der Wolga über den Nordkaukasus, die BSSR und das Baltikum nach Ostpreußen. Am 2. Juni 1943 wurde sie über dem Kuban-Gebiet von deutschen Jägern angegriffen, setzte das brennende Flugzeug in einen Sturzflug, und brachte es auf sowjetisches Territorium, wo sie es landen konnte. Sie erlitt eine Prellung der Wirbelsäule.

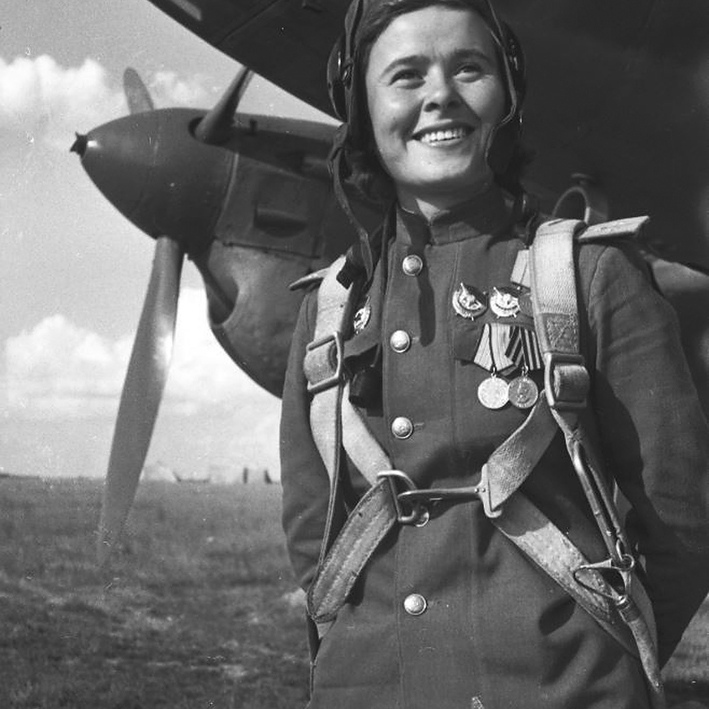
Marija Dolina (1943)

Während der Operation Bagration führte sie am 28. Juni 1944 beim Fluss Bjaresina einen Angriff gegen feindliche Truppenkonzentrationen durch. Sie zogen sich vom Fluss zurück und die Stadt Baryssau konnte eingenommen werden. Nach der Operation baten ihre Kolleginnen sie einen Behälter mit einer Nachricht abzuwerfen, die gute Wünsche an die Bevölkerung Baryssaus enthielten. Um den Behälter abwerfen zu können, sagte sie ihrem Regimentskommandanten Markow, dass sie ein Problem mit ihrem Motor hatte und sie auf dem Flugplatz von Baryssau landen müssten. Sie warf den Behälter ab, nachdem sie über der Stadt gekreist hatte. Als sie zu ihrer Formation zurückgekehrt war bemerkte Markow, dass mit dem Motor nichts falsch war und ihm wurde klar, dass es sich um eine Täuschung handelte. Dolina wurde verhaftet und mit 15 Tagen Haft in einem Wachhaus bestraft. Nach zwei Tagen wurde sie wegen Personalmangel wieder freigelassen. Markow betrat das Wachhaus und sagte ihr, dass sie keine Zeit zum Sitzen und Entspannen habe und sie arbeiten und fliegen müsse. Dolinas Nachricht wurde später im Rathaus und Museum Baryssaus und im Museum in Minsk ausgestellt.
Insgesamt führte Dolina, die im Krieg als Einheitskommandantin und stellvertretende Geschwaderkommandantin tätig war, 72 erfolgreiche Einsätze durch und warf mehr als 45.000 Tonnen Bomben ab. Sie wurde zum Hauptmann befördert. Als Kommandantin einer der zehn erfolgreichsten Besatzungen des Frauenbomberregiments nahm sie am 24. Juni 1945 an der Siegesparade in Moskau teil.
Nach dem Krieg arbeitete sie als stellvertretende Kommandantin eines Bomberregiments. 1950 schied sie aus dem Militär aus, war in der Partei und im öffentlichen Dienst aktiv und flog weiterhin mit der Reserve. Sie lebte in Riga, wo sie im Parteikomitee der Stadt arbeitete, und zog 1983 nach Kiew. Dolina beteiligte sich an der Suche nach den Todesorten ihrer Kameradinnen und Kameraden. Außerdem kümmerte sie sich um die Ehrung des Andenkens an ihre Mitsoldatin, die Heldin der Sowjetunion Nadija Fedutenko, und es gelang ihr, in Kiew eine Gedenktafel an dem Haus, in dem sie lebte, anbringen zu lassen. Sie wurde Ehrenmitglied des Normandie-Njemen-Regiments, mit dem sie zusammen gekämpft hatte. Leninpioniergruppen in der Region Omsk wurden nach Dolina benannt.
Dolina wurde Vorstandsmitglied des ukrainischen Zweigs des Kriegsveteranenkomitees. Präsident Michail Gorbatschow lud sie zum Tag des Sieges 1990 persönlich nach Moskau ein und sie hielt beim Kongress der Kriegsveteranen im Namen ukrainischer Veteraninnen und Veteranen eine Rede, bei der sie ihre niedrigen Renten kritisierte. Gorbatschow applaudierte ihr. Am folgenden Tag wurden die Renten erhöht. Am 50. Jahrestag des Endes des Deutsch-Sowjetischen Krieges beförderte der ukrainische Präsident Leonid Kutschma sie zum Major. Sie schrieb ihre Memoiren mit dem Titel „M. Dolina. Töchter des Himmels.“ Dolina wurde auf dem Baikowe-Friedhof beigesetzt.

## Trivia
Dolinas Geburtsjahr wird in offiziellen Aufzeichnungen als 1920 angegeben. Sie konnte nicht zur Flugschule gehen, da sie zwei Jahre unter dem Aufnahmealter war. Der Leiter des Flugvereins löste dieses Problem, indem er ihr Alter um zwei Jahre erhöhte, was bis heute in den offiziellen Aufzeichnungen unverändert bleibt.

## Auszeichnungen (Auswahl)
- Held der Sowjetunion (1945)[1]
- Leninorden[4]
- Orden des Vaterländischen Krieges I. Klasse[5]
- Rotbannerorden (zweifach)[5]
- Medaillen, u. a. Medaille „Für die Einnahme Königsbergs“
- Ehrenbürgerin von Kiew (2003)[6]